# Lijst van composities van Walter Heynen
Hieronder volgt een lijst van composities en bewerkingen van Walter Heynen (1945-1995), gebaseerd op de Licentiaatsthesis “De componist Walter Heynen. Een inleiding tot zijn werk.” van Jozef (Jef) Lysens.

## Eigen composities

### Instrumentale muziek

#### Orkest
| nr | Compositie                                                             | Jaar | Bezetting | Creatie |
| -- | ---------------------------------------------------------------------- | ---- | --- | --- |
| 1  | Rapsodie voor Fluit met begeleiding van koperblazers (eerste versie)   | 1964 | dwarsfluit / trompet (Bes) / bugel (Bes) / althoorn (Es) / tenor (Bes) / bariton (Es) / altsaxofoon (Es) / trombone / hoorn (F) / tuba (Bes) / bastuba (Bes) / kleine trom | Geschreven in opdracht van het Schotense harmonieorkest St-Cecilia. Creatie in 1964 n.a.v. een feestconcert te Schoten met W. Heynen als solist. |
| 2  | Rapsodie voor Fluit met begeleiding van harmonieorkest (tweede versie) | 1968 | dwarsfluit / harmonieorkest: 3 klarinetten (Bes) / 1 fagot / 1 altsaxofoon (Es) /1 tenorsaxofoon (Bes) / 1 baritonsaxofoon (Es) / 1 bassaxofoon (Bes) / 2 cornetten (Bes) /3 trombones (Bes) / 1 bugel (Bes) / 2 hoorns (Es) / 1 bariton (Bes) / 2 tuba's (Bes) /1 bombardon (Bes) / pauken / kleine trom | Herwerking en herinstrumentatie op vraag van het harmonieorkest te Temse, dirigent M. Peetermans. |
| 3  | Muziek voor Strijkers                                                  | 1972 | klein strijkersensemble: 4x4 violen / 2 altviolen / 2 celli / 1 contrabas | Geschreven voor het Kamerorkest Conservatorium Antwerpen o.l.v. D. Verelst. Herzien in opdracht van Jeugd en Muziek, n.a.v. het 28ste internationale muziekkamp te Guéret (Frankrijk), ingericht door “Jeugd en Muziek Vlaanderen”. Creatie van de herziene versie op 1 augustus 1991 te Guéret door het gelegenheidsorkest “ Orchestre Internationale de Flandre”. Opname door Radio France. |
| 4  | Kaleidoscoop                                                           | 1973 | symfonisch orkest zonder slagwerk: piccolo / 2 fluiten / 2 hobo's / Engelse hoorn / 2 klarinetten (Bes) / basklarinet (Bes) / 2 fagotten / contrafagot / 4 hoorns / 2 trompetten / 2 trombones / tuba / harp / strijkers                                                                                  | Geschreven n.a.v. de tenuto-wedstrijd compositie 1973. Ten gevolge van een foute inzendingsprocedure werd het werk geweigerd. |
| 5  | Episodes voor Strijkorkest                                             | 1987 | grote strijkersgroep: 12-14 eerste violen / 12-14 tweede violen / 9 altviolen / 9 celli / 6 contrabassen | In opdracht van de commissie tot Beheer van het Eigen Vermogen van het Koninklijk Vlaams Muziekconservatorium Antwerpen. Creatie door de orkestklassen van het K.V.M.C. En het conservatorium van Maastricht, o.l.v. E. Maes, in de Singel te Antwerpen op 22 maart 1991. |
| 6  | Jubileumsuite                                                          | 1990 | homogene of heterogene samenspelgroepen. | Ter gelegenheid van Musiceerdagen Jeugd en Muziek Antwerpen op 26 en 27 februari 1990. Creatie op 27 februari 1990 in de Antwerpse Singel. |

#### Kamermuziek
| nr | Compositie | Jaar      | Bezetting | Creatie/Uitvoeringen |
| -- | --- | --------- | --- | --- |
| 1  | Trio | 1965      | dwarsfluit / cello / piano | |
| 2  | Trio | 1965-1971 | dwarsfluit / klarinet / fagot | Delen II en III dateren van 1971 |
| 3  | Zes Bicinia in oude stijl                                                                                     | 1965      | 2 blokfluiten (of andere instrumenten) | Een uitgave (in de Musica-reeks) verscheen bij De Monte, Leuven. |
| 4  | Trio | 1966-1967 | 2 hobo's / althobo | Geschreven voor G.Descamps, hoboist aan de K.V.O. Opname van het werk door het Belgisch Hobotrio, in 1981 gerealiseerd door BRT- Radio. |
| 5  | Sonatine | 1968      | sopraanblokfluit / altblokfluit / tenorblokfluit | Een uitgave in de Musica-reeks verscheen bij De Monte, Leuven. |
| 6  | Divertimento                                                                                                  | 1969      | dwarsfluit / viool (of altviool) / gitaar | Geschreven voor de inhuldiging van het schildersatelier van Luc Monheim. Creatie voorjaar 1969, bij de inhuldiging van het beeldhouwersatelier van Luc Monheim, door Walter Heynen, Flor Hermans en Wannes Van de Velde. Fragmenten van het werk werden door R.Hullaert als filmmuziek gebruikt. |
| 7  | Vijf Ieperse Volksliederen                                                                                    | 1973      | dwarsfluit / hobo / klarinet / viool / accordeon / percussie | Geschreven n.a.v. een lerarenconcert in de Muziekacademie te Schoten. |
| 8  | Images Pour Dufay                                                                                             | 1974      | vier blokfluiten (sopraan, alt, tenor, bas) | Opgedragen aan Paul van Nevel en het Huelgas-ensemble. Geschreven in opdracht van bovenvermeld ensemble. Creatie door het Huelgas-ensemble op 27 augustus 1974, in het kader van het Festival van Vlaanderen, dit n.a.v. de Dufay-herdenking. Opname van de creatie gerealiseerd door BRT 3. De festivalbrochure bevat een door de componist geschreven begeleidende tekst. Een uitvoering door het blokfluitensemble “Vier op 'n Rij” werd eveneens door BRT 3 geregistreerd (2 maart 1989) . |
| 9  | Elegisch | 1975      | altsaxofoon (of Engelse hoorn) / piano | Op vraag van het K.V.M.C.Antwerpen geschreven als plichtwerk voor een openbaar examen Eerste Prijs Saxofoon, academiejaar 1974-1975. |
| 10 | Jubeldans (Proeve van gecomponeerde volksdans)                                                                | 1975      | klarinet (Bes) / viool / accordeon / gitaar / contrabas | Geschreven voor de Volksdanscentrale voor Vlaanderen (V.D.C.V.) Studio-opname verschenen op grammofoonplaat met als titel “Feestklanken, 40 jaar volksdans in Vlaanderen”. Ref: V.D.C.V. 32 -73 |
| 11 | Fantasie | 1976      | hoorn / piano | Op vraag van het K.V.M.C. Antwerpen geschreven als plichtwerk voor een openbaar examen Eerste Prijs Hoorn, academiejaar 1975-1976. |
| 12 | Duo | 1980      | dwarsfluit / hobo | Geschreven voor het ensemble “Intiem Kwartet”. |
| 13 | Signalen, Muziek voor een Optocht van Vaandels en Maskers                                                     | 1983      | vier renaissance-instrumenten en slagwerk: sopraan kromhoorn / schalmei (eventueel sopraan kromhoorn of trompet con sordino) / alt kromhoorn / tenor kromhoorn / kleine trom zonder snaar / bongo's / tamboerijn (met vel) / grote trom / tom-tom (middelmaat) | Opdracht: voor Marc De Roover Creatie in de Warande te Turnhout op 7 december 1983. |
| 14 | Divertimento                                                                                                  | 1984      | hobo (of dwarsfluit) / piano | Geschreven voor een eindexamen (hogere graad B) in de muziekacademie van Schoten. |
| 15 | Kwartet | 1984-1987 | dwarsfluit / hobo / altviool / gitaar | Voor het ensemble “Intiem Kwaret” |
| 16 | Miniaturen | 1988      | vier trompetten (of andere instrumenten) | Opgedragen aan Theo Mertens. Geschreven voor de “Fun for Trumpets'-manifestatie van 26 maart 1988 in de Singel, Antwerpen. Creatie op voornoemde datum en plaats. In een begeleidende tekst (zie partituur) verschaft de componist nadere informatie wat betreft bedoeling en bezetting van het werk. Een uitgave verscheen in het speelboek “Fun for Trumpets”, uitg.De Notenboom, 1988. |
| 17 | Arabesk | 1989      | altblokfluit / hobo | Opgedragen aan Patrick Denecker. Creatie op 26 februari 1989 op een aperitiefconcert in de muziekacademie van Ekeren. |
| 18 | Five Little Pieces for Glass Brass                                                                            | 1989      | natuurtrompet / 2 trombones | Geschreven op vraag van Theo Mertens. Het werk werd geschreven n.a.v. een experiment, waarbij gebruik werd gemaakt van instrumenten in glas. |
| 19 | Passacalle Gandalf                                                                                            | 1991      | dwarsfluit / viool / 2 gitaren / contrabas | Passacalle Gandalf werd gecomponeerd n.a.v. het tienjarig bestaan van het tijdschrift Gandalf en opgedragen aan Piet Chielens. Creatie door “Groep Wannes Van de Velde” op 11 december 1991 in de Ancienne Belgique te Brussel. Live-opname van de creatie verschenen op CD “Café B” (1992). Ref: HKM 656.812-2 Studio-opname verschenen op CD “Café met rooi' gordijnen”. Ref: granota 0110.                                                                                                  |
| 20 | Trio | 1992      | dwarsfluit / altviool / gitaar | In opdracht van het “Trio Molino”. Geschreven n.a.v. de tentoonstelling “Project Salon”. Creatie op 27 juni 1992 in de Salons voor Schone Kunsten te Sint-Niklaas door het “Trio Molino”. |
| 21 | Duet | 1994      | basklarinet / marimba | Creatie op 20 november 1994 in Brugge door “Gemini Ensemble”. |
| 22 | Rouwmuziek, voor hen die weer eens doodgewoon afgeslacht werden en worden. Een oplossing lijkt niet in zicht. | 1995      | kwartet: dwarsfluit / altviool / harp / piano | Creatie van het werk in het Conservatorium Antwerpen op 18 mei 1995. |

#### Solo-instrument
| nr | Compositie                    | Jaar      | Bezetting                                   | Creatie/Uitvoeringen |
| -- | ----------------------------- | --------- | ------------------------------------------- | --- |
| 1  | Twee-stemmige inventie        | 1971      | piano                                       | Geschreven als compositie-oefening in de compositieklas van Willem Kersters. |
| 2  | Twee-stemmige inventie        | 1971      | piano                                       | Geschreven als compositie-oefening in de compositieklas van Willem Kersters. |
| 3  | Melopee. Stuk voor Fluit solo | 1975      | dwarsfluit                                  | De componist maakt hier gebruik van de “ruimtelijke notatie” (Dauernstriche), ook proportionele of “vrije metrische” notatie genaamd, en dit voor gebruik op het niveau van een muziekacademie.                                 |
| 4  | Solo 1                        | 1975      | altblokfluit                                | Geschreven voor Inge Schneider. |
| 5  | Schets nr 1                   | 1978      | gitaar                                      | Opgedragen aan Wannes Van de velde. Het werk werd-als achtergrondmuziek bij poëzie-opgenomen op een grammofoonplaat (1987) met de titiel : “Liever nog dan ik heb je lief”. Ref : Eustachius, ESP 011.                          |
| 6  | Schets nr 2 “Lente”           | 1979      | gitaar                                      | Opgedragen aan V.van Puyenbroeck. Op vraag van het K.V.M.C. Antwerpen geschreven voor een openbaar examen Eerste Prijs Gitaar, academiejaar 1987-1979.                                                                          |
| 7  | Melopee en Dans               | 1980-1982 | hobo                                        | Opgedragen aan Luc Faes. BRT-opname van “Melopee” voor het televisieprogramma “Coda”. |
| 8  | Lied en Dans                  | 1982      | accordeon (met tweede accordeon ad libitum) | Opgedragen aan Louis Fijens. Geschreven voor een eindexamen accordeon (HB) in de Gemeentelijke Muziekacademie Schoten. |
| 9  | Solo 2                        | 1987      | altblokfluit                                | Geschreven op vraag van blokfluitist Patrick Denecker. Opname voor BRT 3-Radio door P. Denecker, na toekenning van de “Orpheusprijs” 1987. Uitzending hiervan op 1 september 1988.                                              |
| 10 | Solo 3                        | 1988      | basblokfluit                                | Geschreven op vraag van P. Denecker. Opname voor BRT 3 -Radio door P. Denecker, na toekenning van de “Orpheusprijs” 1987. Uitzending hiervan op 1 september 1988.                                                               |
| 11 | Solo 4                        | 1988      | free-bass accordeon                         | Opgedragen aan Louis Fijens. Geschreven voor een eindexamen accordeon (UB) in de Gemeentelijke Muziekacademie Schoten. |
| 12 | Monodisch                     | 1990      | dwarsfluit                                  | Geschreven voor Johan Mertens, als een werk te bespreken naar vorm en bruikbaarheid, dit n.a.v. zijn thesis-onderwerp voor een pedagogisch getuigschrift dwarsfluit, behaald aan het K.V.M.C.Antwerpen, academiejaar 1989-1990. |
| 13 | Dimorfisme                    | 1991      | orgel                                       | Geschreven in opdracht voor de vzw Trefpunt ter gelegenheid van de Gentse feesten 1991, voor het orgel van de St-Jacobskerk. Creatie op 27 juli 1991 te Gent door Frank Heye.                                                   |
| 14 | Sonatine voor Henrietje       | 1995      | viool                                       | Opgedragen aan Henriette Van Tendeloo. Geschreven voor haar examen viool. |

### Vocaal-instrumentale muziek
| nr | Compositie                                                                                                  | Jaar      | Bezetting | Creatie/Uitvoeringen |
| -- | --- | --------- | --- | --- |
| 1  | In Search of Byrd                                                                                           | 1973      | contra-tenor / altblokfluit / tenorblokfluit / diskantgamba / tenorgamba | Tekst: Henry Walpole (1558-1595) “Let us praise William Byrd, Father of Music” Opgedragen aan Paul van Nevel en het Huelgas-ensemble. Geschreven n.a.v. de Byrd-herdenking (Leuven, 1973) Creatie te Leuven op 23 oktober 1973 door het Huelgas-ensemble. Live opname van het werk door Radio-Antwerpen tijdens een concert te Turnhout.                                                                           |
| 2  | In de Jaren 1914 en. (Ce fut entre 1914 et.)                                                                | 1977      | 3 stemmen (S-T-B) / schalmei / altpommer / altblokfluit / tenorblokfluit / basblokfluit / basdulciaan / tenordulciaan / diskantgamba / basgamba / slagwerk (bij voorkeur uit het Orff-instrumentarium) | Tekst: reclame (tijdschrift “Le patriote illustré”) / nonsensverzen (fatrasie) uit de Middeleeuwen / latijnse citaten / Tristan Tzara Opgedragen aan Paul van Nevel en het Huelgas-ensemble. |
| 3  | Liederen voor “het Ja en Nee van B.B.”                                                                      | 1981      | zangstem / viool / sopraansaxofoon / tenorsaxofoon / accordeon / gitaar / contrabas | Tekst: Bertolt Brecht (vert. Stefaan Van Den Bremt) Geschreven voor de “Kollektief Internationale Nieuwe Scene”, n.a.v. een productie rond teksten en muziek van Bertolt Brecht. Voor deze productie werden ook een aantal gedichten van Brecht op muziek van H.Eisler, P. Dessau en H.D. Hossalla door W.Heynen geïnstrumenteerd. (cfr. bewerkingen)                                                              |
| 4  | Speelse Suite rond drie oude liederen uit het “Boek der Klein-Sacramentsdagliedjes” (Iepersch Oud-Liedboek) | 1981      | homogene of heterogene samenspelgroepen en zang. | Geschreven voor de musiceerdagen van Jeugd en Muziek Antwerpen. Creatie op 1 maart 1981 in de Gemeentelijke Muziekacademie van Schoten. |
| 5  | Volkse Suite voor Jeugdige Muzikanten                                                                       | 1983      | homogene of heterogene samenspelgroepen en zang. | Tekst: volksliederen. Geschreven voor de musiceerdagen van Jeugd en Muziek Antwerpen. Creatie op 19 februari 1983 in de Gemeentelijke Muziekacademie van Schoten. |
| 6  | Weekend-Suite                                                                                               | 1984      | homogene of heterogene samenspelgroepen en zang. | Tekst: volksliederen. Geschreven voor de musiceerdagen van Jeugd en Muziek Antwerpen. Creatie op 10 maart 1984 in de Antwerpse Singel. |
| 7  | Jubilate, een muzikale moralité comique                                                                     | 1984-1989 | toneelspeler / vierstemmig gemengd koor / piano / slagwerk. | Tekst: Jos Vandersmissen. Creatie op 31 oktober 1989 door het Brecht-Eislerkoor in de Brusselse Beursschouwburg. |
| 8  | Vrouw en Mans aan den Dans, een volkslied-suite                                                             | 1985      | homogene of heterogene samenspelgroepen en zang. | Tekst: volksliederen. Geschreven voor de musiceerdagen van Jeugd en Muziek Antwerpen. Creatie op 23 februari 1985 in de Antwerpse Singel. |
| 9  | Zesluik voor Fred Bervoets                                                                                  | 1986      | stem / dwarsfluit / viool / gitaar / contrabas. | Tekst: Wannes Van de Velde. Geschreven in opdracht van BRT 2 -Radio. Creatie voor Radio Antwerpen eind 1986 door “Groep Wannes Van de Velde”, in het programma “Wannes en Fred”. Eind 1986 werd, in het kader van een interview met Fred Bervoets, een opname gerealiseerd voor Radio Antwerpen. Een andere realisatie is te vinden op de CD “De Zwarte Rivier” (1989) van Wannes Van de Velde. Ref: HKM 665.301-2 |
| 10 | Modale Suite rond Aftelverzen                                                                               | 1988      | homogene of heterogene samenspelgroepen en zang / slagwerk: klein trom (met snaar) / houtblok / grote trom / triangel / hangend bekken (met viltstok) / bekkens / tamboerijn                           | Tekst: traditionele aftelrijmpjes. Geschreven voor de musiceerdagen van Jeugd en Muziek Antwerpen. Creatie op 16 februari 1988 in de Antwerpse Singel. |
| 11 | Portret in Zes Kleuren                                                                                      | 1988-1989 | stem (zangstem-spreker) / dwarsfluit / viool / gitaar / contrabas / percussie | Tekst: Wannes Van de Velde: “Zes gedichten omtrent F.” Opgedragen aan Flor Hermans. Creatie te Merksem (Centrum Bouckenborgh) op 18 februari 1990 door “Groep Wannes Van de Velde”, n.a.v. een schilderijententoonstelling met werk van Flor Hermans. Studio-opname door BRT 3 op 3 juli 1990. |
| 12 | Dierensuite                                                                                                 | 1989      | homogene of heterogene samenspelgroepen en zang. | Tekst: H. Mariën. Geschreven voor de musiceerdagen van Jeugd en Muziek Antwerpen. Creatie op 8 februari 1989 in de Antwerpse Singel. |
| 13 | Man in de Stad                                                                                              | 1990      | stem (verteller-zang) / dwarsfluit / viool / gitaar / contrabas / percussie | Tekst: Wannes Van de Velde. Gecomponeerd in opdracht van v.z.w. Het Muziek LOD voor het Vertelfestival van 3 tot 9 december 1990. Creatie in het Nieuwpoorttheater te Gent op 6 december 1990 door “Groep Wannes van de Velde”. Studio-opname van de nrs 1-5-8 verschenen op de CD “Café met rooi' gordijnen”. Ref: Granota 0110                                                                                   |
| 14 | Soldatengraf                                                                                                | 1992      | zang / viool / contrabas. | Tekst: Wannes Van de Velde. Studio-opname verschenen op de CD “Café met rooi' gordijnen”. Ref: Granota 0110 |
| 15 | Seizoenen-Suite                                                                                             | 1993      | homogene en heterogene samenspelgroepen en zang. | Tekst: Sim Van Der Auwera / Antwerps Liedboek Geschreven ter gelegenheid van een huldeconcert voor Jan van de Linden, ere-directeur van de Gemeentelijke Muziekacademie van Schoten. Creatie op 6 februari 1992 in de Gemeentelijke Feestzaal te Schoten, door leerlingen van de academie. |

### Vocale muziek
| nr | Compositie                         | Jaar | Bezetting                | Creatie/Uitvoeringen |
| -- | ---------------------------------- | ---- | ------------------------ | --- |
| 1  | Primitief Hunkeren                 | 1970 | vierstemmig gemegd koor. | Tekst: Lieke Segers. Geschreven voor de “Letterkundige Kring Schoten” n.a.v. hun vijfjarig bestaan. |
| 2  | Mijn Zusje Heeft een Paard Gekocht | 1970 | vierstemmig gemegd koor. | Tekst: Sim Van Der Auwera. Geschreven voor de “Letterkundige Kring Schoten” n.a.v. hun vijfjarig bestaan. |
| 3  | Korte Pot-Pour-Ri(re)              | 1976 | vierstemmig gemegd koor. | Tekst: spraakklanken (fonemen) en recept voor klapstuk. Geschreven op vraag van Jan van der Linden voor het Kamerkoor van Schoten. |
| 4  | Holo-Game                          | 1982 | vierstemmig gemegd koor. | Tekst: Walter Heynen. Voor Ludo Mich. Geschreven n.a.v. een tentoonstelling over holografie te Antwerpen (augustus 1982). Creatie augustus 1982 te Antwerpen door het “Antwerps Madrigaalkoor”. Studio-opname gerealiseerd door het BRT-koor olv Vic Nees. (1989) |

## Bewerkingen en instrumentaties

### Bewerkingen eigen werk
| nr | Bewerking                        | Jaar | Bezetting                              | Creatie/Uitvoeringen |
| -- | -------------------------------- | ---- | -------------------------------------- | --- |
| 1  | Suite uit “A Painter's Odyssey”  | 1988 | strijkkwartet of strijkorkest.         | Het betreft hier een selectie door de componist van een aantal delen uit de muziek voor de gelijknamige film. Met deze delen (of een aantal hiervan) kan naar believen een suite worden samengesteld.                                                                |
| 2  | Suite uit “Creado”               | 1988 | dwarsfluit / hobo / altviool / gitaar  | Geschreven voor het “Intiem Kwartet”. Het betreft hier de herinstrumentatie van een aantal delen uit de muziek bij de gelijknamige film, in de vorm van een suite bijeengebracht.                                                                                    |
| 3  | Suite uit “Midgard”              | 1988 | strijkkwartet of strijkorkest.         | Het betreft hier de volledige muziek voor de gelijknamige film. Met deze delen (of een aantal hiervan) kan naar believen een suite worden samengesteld. |
| 4  | Suite uit “Twee keer twee ogen”  | 1988 | dwarsfluit / hobo / altviool / gitaar. | Geschreven voor het “Intiem Kwartet”. Creatie op 2 oktober 1988 in het Antwerps Hessenhuis door het “Intiem Kwartet”. Het betreft hier de herinstrumentatie van de muziek, geschreven voor de gelijknamige film.                                                     |
| 5  | Kleine Stukken uit “De Vrienden” | 1988 | dwarsfluit / hobo / altviool / gitaar. | Geschreven voor het “Intiem Kwartet”. Creatie op 2 oktober 1988 in het Antwerpse Hessenhuiis door het “Intiem Kwartet”. Het betreft hier de herinstrumentatie van een aantal delen uit de muziek voor de gelijknamige film, in de vorm van een suite bijeengebracht. |

### Bewerkingen andere composities

#### Instrumentaal
| nr | Bewerking                                      | Jaar | Bezetting | Creatie/Uitvoeringen                                                      |
| -- | ---------------------------------------------- | ---- | --- | ------------------------------------------------------------------------- |
| 1  | Ostinato (Bela Bartok, Mikrokosmos nr 146)     | 1971 | symfonisch orkest : piccolo / 2 fluiten / 2 hobo's / 2 klarinetten (Bes) / 2 fagotten / 4 hoorns / 2 tromp (C) / 2 trompetten (Bes) / 2 trombones / slagwerk / strijkers | Geschreven als orkestratie-oefening in de compositieklas van W. Kerstens. |
| 2  | Klavierstucke op 8, Hans Eisler                | 1986 | dwarsfluit / hobo / altviool / gitaar. | Geschreven voor het “Intiem Kwartet”.                                     |
| 3  | Saudades do Brazil, Darius Milhaud             | 1986 | dwarsfluit / hobo / altviool / gitaar. | Geschreven voor het “Intiem Kwartet”.                                     |
| 4  | Variationen für Klavier opus 27 , Anton Webern | 1988 | dwarsfluit / hobo / altviool / gitaar. | Geschreven voor het “Intiem Kwartet”.                                     |

#### Vocaal-instrumentaal
| nr | Bewerking                   | Jaar      | Bezetting | Creatie/Uitvoeringen |
| -- | --------------------------- | --------- | --- | --- |
| 1  | Nederlandse Volksliederen   | 1980      | zangstem / dwarsfluit / gitaar. | Geschreven in opdracht van de “Vlaamse Federatie van Jonge Koren”, voor het project “ De Blauwe Steen”. Creatie van enkele liederen op 9 mei 1980 in auditorium “Het Centrum” te Sint-Niklaas door G. De Mey, R. Smits en W. Heynen. Studio-opname uitgebracht op grammofoonplaat met als titel “ De Blauwe Steen”. Ref : Eufoda 1049. |
| 2  | Volksdansbewerkingen        | 1985      | homogene en heterogene samenspelgroepen : kamerorkest / harmonieorkest / accordeonensemble.                                                                               | Ter gelegenheid van “Schoten danst en speelt” in de gemeentelijke sporthal op zaterdag 30 november 1985. Creatie op 30 november 1985 in de gemeentelijke sporthal te Schoten door de Schotense volksdansgroepen en samenspelgroepen van de gemeentelijke muziekacademie.                                                               |
| 3  | Geuzenliederen (Vivelegeus) | 1987-1988 | zangstem / vierstemmig gemengd koor / instrumentaal ensemble : dwarsfluit / twee trompetten (Bes) / twee trombones / luit / draailier / contrabas / keyboard / percussie. | Geschreven in opdracht van BRT 1-Radio (dienst Amusement en kleinkunst). Creatie op 10 september 1988 in de St-Pietersabdij te Gent door BRT-koor en solisten o.l.v. Vic Nees. Studio-opname uitgebracht op de CD “Vivelegeus” (1988). Ref: BRT-CD 887108                                                                              |

#### Vocaal
| nr | Bewerking                              | Jaar | Bezetting                                                                    | Creatie/Uitvoeringen                                                                            |
| -- | -------------------------------------- | ---- | ---------------------------------------------------------------------------- | ----------------------------------------------------------------------------------------------- |
| 1  | Volksliedbewerkingen voor gemengd koor | 1982 | vierstemmig gemengd koor.                                                    | Geschreven in opdracht van BRT 1-Radio. Radio -opname door het BRT-koor o.l.v. Vic Nees (1982). |
| 2  | Drie Schuintamboers                    | 1988 | zes vocale solisten : 2 contratenoren / tenor / bariton / bas-bariton / bas. | Voor de vocale groep “Close Up”.                                                                |

#### Addenda
| nr | Context                                             | Jaar      | Omschrijving |
| -- | --------------------------------------------------- | --------- | --- |
| 1  | Aloeëtte-Liedboek                                   | 1967-1972 | Vocale bewerkingen in de loop der jaren geschreven voor “Aloeëtte”, o.l.v. Jan van der Linden, professor muziekpedagogie aan het K.V.M.C.Antwerpen. Van 1967 tot 1972 verschenen in het liedblad Aloeëtte : uitgave van het Aloeëtte liedboek, uitg. De Notenboom, 1982. |
| 2  | Kollektief Internationale Nieuwe Scene              | 1984      | -Instrumentaties van liederen van Bertold Brecht op muziek van hemzelf, P. Dessau, H. Eisler en H.D. Hosalla, geschreven voor het project “Kollektief Internationale Nieuwe Scene zingt Brecht”. Studio-opname uitgebracht op grammofoonplaat met als titel “Kollektief Internationale Nieuwe Scene zingt Brecht”. (zonder ref.) -Instrumentatie voor “Moeder Courage” van B. Brecht, op muziek van P. Dessau. (saxofoon / accordeon / viool / slagwerk). |
| 3  | Musica-reeks                                        |           | Instrumentale en vocaal-instrumentale bewerkingen, geschreven voor de reeks “Musica” o.l.v. Jan van der Linden. |
| 4  | Radioreeks over het volkslied                       |           | Enkele bewerkingen verschenen op grammofoonplaat met als titel “Zes eeuwen volkslied”. Ref : PLP/ 33-34.840 (cf. Schotens Kamerkoor) . |
| 5  | Hoe Laten we 't Klinken                             | 1976      | Bewerkingen (koperkwintet en strijkkwartet) voor het project “Hoe Laten we 't Klinken”, een productie van BRT-Open School, samengesteld door Jan van der Linden en Chris de Lannoy. BRT-uitgave van handboek en grammofoonplaat (1976). |
| 6  | Belgische Volksliederen uit de 19de eeuw            | 1980      | Geschreven naar aanleiding van een radioprogramma over de Belgische omwenteling (150 jaar België). Instrumentale begeleidingen bij de liederen. (diverse bezettingen). |
| 7  | Hugo Raspoet                                        | <1966     | Begeleidingen (dwarsfluit / cello / gitaar) voor liederen op tekst en muziek van de chansonnier Hugo Raspoet. |
| 8  | Radioprogramma : “Wij bouwen een nieuwe stad”       | 1988      | Uitgave op muziekcassette door BRT instructieve omroep: de cassette bevat fragmenten van de radio-opname. |
| 9  | Schotens Kamerkoor                                  |           | Bewerkingen van “Daar gingen twee gespeelkens” / “Schoon boven alle schoone” / “Ik kwam laatst door den boomgaard gegaan” / Als de rombom heeft geslagen” / “Fonteine, moeder, maged reine” / “Een kindekijn is ons geboren”. Studio-opname door het Kamerkoor van Schoten o.l.v. Jan van der Linden uitgebracht op grammofoonplaat met als titel : “Zes eeuwen volkslied”. Ref: PLP/33-34.840                                                            |
| 10 | BRT-CD “ Het Zwarte Goud”                           |           | Arrangement van “Kohlengraberland”. Eigen compositie: “Ik zing van de dagen” (arr. Fr. Arn). Ref : BRT-CD 877103 |
| 11 | BRT-CD “De Liedboeken, deel 1 Jan Frans Willems     |           | Arrangement van “Oorlogszucht , Mijn lief mijn schoon Belotje” / “Ronde, Roza willen we dansen” / “ 's Werelds handel, De Boerkens smelten van vreugd en plezier”. Ref : BRT-CD 90-68-01 |
| 12 | BRT-CD “De Liedboeken, deel 2 Edmond de Coussemaker |           | Arrangement van “De droge haring” / “Jan de Mulder” / “De Vismarkt”. Ref : BRT-CD Granota 0210 |
| 13 | CD “Café B”                                         | 1991      | Deze productie kwam tot stand n.a.v. 10 jarig bestaan van “Gandalf (tijdschrift) en Folkfestival Dranouter”. Live-opname in Ancienne Belgique op 13-14 december 1991. Ref : HKM 656.812-2 |
| 14 | Groep Wannes Van de Velde                           |           | Bewerkingen voor volgende grammofoonplaat-en CD producties : “Wannes Van de Velde” / “Laat de mensen dansen” / M'n Beste” / “Wannes Van de Velde 2” / “Wat zang wat klank” / “Ne zanger is ne groep” / “In de natuur wou ik gaan leven” / “Volksliederen” / “Stadsgedachten” / “Tussen de lichten” / “De zwarte rivier” / “Café met rooi' gordijnen” . |

## Toneelmuziek
| nr | Toneelstuk                                                  | Jaar       | Bezetting | Creatie/Uitvoeringen |
| -- | ----------------------------------------------------------- | ---------- | --- | --- |
| 1  | Witte Nachte (KNS)                                          | 1968       | strijktrio: 2 violen / cello                                                                                              | Tekst: naar Dostojewski, bewerkt door R. Geysen (ism D. Decleir en M. De Boevere). Wegens politieke toestand (mei 1968) werd de productie niet uitgevoerd. |
| 2  | Betoverende Broertjes (Jeugdtheater)                        | 1970       | accordeon | Tekst: J. Schwartz, naar de Duitse vertaling van L. Trepte, in het Nederlands bewerkt door Frans Marks. Voor de opvoering werden dwarsfluit en piano gebruikt. |
| 3  | Midzomernacht (K.V.M.C.)                                    | <1970      | klarinet / fagot / hoorn / 2 trombones / 2 violen / cello / contrabas / vibrafoon / slagwerk.                             | Tekst: W. Shakespeare, in een vertaling van Dolf Verspoor. Zowel liederen als instrumentale stukken. |
| 4  | La Machine a voyager dans les livres (Théatre des Galopins) | <1974      | dwarsfluit / viool / contrabas / accordeon / slagwerk.                                                                    | Tekst: Frédéric Latin. Zowel liederen als instrumentale stukken. |
| 5  | Assepoes (Jeugdtheater)                                     | <1976      | 2 violen / altviool / cello / piano / keyboard.                                                                           | Tekst: J. Schwarz, naar het Duits van G. Jäniche, in een vertaling van Lieve Eeckhaut. Zowel liederen als instrumentale stukken. |
| 6  | Un, Deux, Trois, Qui a la Bombe (Théatre de Galopins)       | 1975/ 1976 | dwarsfluit / trompet / viool / contrabas / accordeon.                                                                     | Tekst: Théatre des Galopins. De muziek van deze productie werd ook op grammofoonplaat uitgebracht. |
| 7  | Tomate et le Fantome Vaisseau (Théatre de Galopins)         | 1974       | Bezetting : trompet / accordeon / contrabas.                                                                              | Tekst: Théatre des Galopins. Zowel liederen als instrumentale stukken. |
| 8  | Freule Julie (A.T.I.V. Theater)                             | 1975       | 2 violen. | Tekst: A. Strindberg. De productie werd niet uitgevoerd. |
| 9  | Zannekin (Reizend Volkstheater)                             | 1978       | gitaar / 2 trompetten / 2 trombones / slagwerk.                                                                           | Tekst: Jan Christiaens. Naast eigen muziek ook sonorisatie (samenstelling klankband met bestaande muziek) door W. Heynen. |
| 10 | Jan Zonder Vrees (De Munt)                                  | 1979       | dwarsfluit / klarinet / 2 trompetten / 2 trombones / 2 violen / altviool / cello / contrabas / gitaar / piano / slagwerk. | Tekst: Hugo Claus, naar G. Gaber. Zowel liederen als instrumentale stukken. |
| 11 | De Hoedenwinkel (Jeugdtheater)                              |            | klarinet / kleine klarinet / fagot / viool / altviool / cello / contrabas / piano / slagwerk.                             | Tekst: Marietje Scheltema. |
| 12 | Het roer van de Staat (Mannen van den Dam)                  | 1980       | koor en vocale solisten / dwarsfluit / klarinet / trompet / cello / piano / slagwerk.                                     | Tekst: Stefaan Van Den Bremt. Walter Heynen schreef hiet enkel de muziek voor de finale (derde deel), en voor het “Reciet van de schoolstrijd en de strijd voor algemeen stemrecht”. Uitvoering van dit oratorium met scenische taferelen ook door het “Brecht-Eislerkoor”. |
| 13 | Man is Man (Meirtheater)                                    | 1983       | trompet / piano / slagwerk.                                                                                               | Tekst: Bertolt Brecht. Geen eigen werk, wel instrumentaties van de muziek van P. Dessau. |
| 14 | Mr. Puntila en zijn knecht Matti (K.I.N.S.)                 | 1991       | accordeon. | Tekst: Bertolt Brecht, in een vertaling van St. Felsenthal. Enkel instrumentale stukken. |

## Filmmuziek
| nr | Film                                    | Regisseur                                 | Jaar | Genre                   | Bezetting |
| -- | --------------------------------------- | ----------------------------------------- | ---- | ----------------------- | --- |
| 1  | Twee keer Twee Ogen                     | Robbe de Hert                             | 1964 | Kortfilm.               | dwarsfluit / klarinet / fagot. |
| 2  | An Old Story                            | Robbe de Hert                             | 1964 | Kortfilm.               | altfluit / cello / synthesiser. |
| 3  | De Obool                                | Rik Kuypers                               | 1966 | Speelfilm.              | zangstem / hobo / klarinet / fagot. |
| 4  | Insane                                  | Robbe de Hert                             | 1966 | Speelfilm.              | dwarsfluit / gitaar / piano /orgel /kleine trom. |
| 5  | SS Lemuria                              | Emile Posson en Paul Hardies              | 1966 | Kortfilm.               | dwarsfluit / fagot. |
| 6  | Tussen gisteren en morgen               | Roger Hullaert                            | 1966 | Speelfilm.              | dwarsfluit / cello. |
| 7  | 19 December                             | Louis Celis                               | 1966 | Kortfilm.               | piano / slagwerk. |
| 8  | Creado                                  | Louis Celis                               | 1966 | Kunstfilm.              | dwarsfluit / piano / kleine trom / cymbaal. |
| 9  | Adieu Filippi                           | Rik Kuypers                               | 1967 | Onafgewerkte speelfilm. | piano. |
| 10 | De Vrienden                             | Louis Celis                               | 1967 | Kortfilm.               | dwarsfluit / klarinet / viool / piano / slagwerk. |
| 11 | De Bom                                  | Robbe de Hert                             | 1967 | Speelfilm.              | viool / fagot / trombone. |
| 12 | De Shogun                               | Willy Verlinden                           | 1967 | Kunstfilm.              | klarinet / fagot / trompet / hoorn. |
| 13 | You gotta stop                          | Roger Hullaert                            | 1967 | Korte speelfilm.        | dwarsfluit / gitaar. |
| 14 | Lieven Gevaert, eerste arbeider         | Rik Kuypers                               | 1968 | Documentaire speelfilm. | 2 trompetten / trombone / tuba / piano / slagwerk. |
| 15 | Midgard                                 | Walter Smets                              | 1968 | Kortfilm.               | strijkkwartet. |
| 16 | Geboorte en dood van Dirk Van der Steen | Robbe de Hert                             | 1968 | Korte televisiefilm.    | viool / cello / basklarinet / hoorn / harmonieorkest. |
| 17 | Home Sweet Home                         | Benoit Lamy                               | 1973 | Speelfilm.              | zangstem / 2 violen / cello / contrabas / 2 klarinetten / 2 trompetten / 2 trombones / slagwerk.                                                          |
| 18 | La Cage aux Ours                        | Marion Handwerker                         | 1973 | Speelfilm.              | 2 violen / altviool / cello / contrabas / 2 trompetten / 2 trombones / gitaar / slagwerk.                                                                 |
| 19 | Verloren Maandag (Way Out)              | Luc Monheim                               | 1974 | Speelfilm.              | dwarsfluit / altsaxofoon / 2 trompetten / 2 trombones / strijkers / gitaar / piano / klavecimbel / slagwerk / vibrafoon.                                  |
| 20 | Winkelpersoneel                         | Utrechts filmkollektief “De Rode Lantaarn | 1975 | Kortfilm.               | accordeon / gitaar / drums / synthesizer. |
| 21 | Hellegat                                | Patrick Lebon                             | 1980 | Speelfilm.              | klarinet / trompet / altsaxofoon / trombone (ad libitum) / elektrische gitaar / basgitaar / piano / slagwerk (ad libitum) .                               |
| 22 | De Witte van Sichem                     | Robbe de Hert                             | 1980 | Speelfilm.              | zangstem / dwarsfluit / viool / accordeon / gitaar / contrabas. Het betreft hier enkel het lied “Ik zing van de dagen”, op tekst van Wannes Van de Velde. |
| 23 | Pieter Breughel                         | Johan Vincent                             | 1981 | Documentaire speelfilm. | dwarsfluit / viool / accordeon / gitaar / contrabas / doedelzak / dulcimer.                                                                               |
| 24 | De laatste dagen van brood en wijn      | Bert Beyens                               | 1983 | Korte documentaire.     | accordeon / cello. |
| 25 | A Painter's Oddysey; Jan Cox            | Bert Beyens en Pierre Declerck            | 1988 | Documentaire kunstfilm. | strijkkwartet. |
| 26 | Nog Niet                                | Walter Smets                              |      | Kortfilm.               | zangstem / dwarsfluit / viool / accordeon / gitaar / elektrische basgitaar / contrabas.                                                                   |